# ジェラルド・B・グリーンバーグ
ジェラルド・B・グリーンバーグ（Gerald B. Greenberg, 1936年7月29日 - 2017年12月22日）は、アメリカ合衆国の編集技師である。ジェリー・グリーンバーグ（Jerry Greenberg）ともクレジットされる。

## 人物
アメリカ合衆国・ニューヨーク出身。『フレンチ・コネクション』（1971年）でアカデミー編集賞と英国アカデミー賞編集賞を受賞した。
アメリカ映画編集者協会の会員であった。
2017年12月22日、死去した。81歳没。

## 主なフィルモグラフィ
- グッバイ・ヒーロー Bye Bye Braverman (1968)
- 真夜中のパーティ The Boys in the Band (1970)
- フレンチ・コネクション The French Connection (1971)
- グライド・イン・ブルー Electra Glide In Blue (1973)
- サブウェイ・パニック The Taking of Pelham One Two Three (1974)
- ハッピーフッカー/陽気な娼婦 The Happy Hooker (1975)
- クレイマー、クレイマー Kramer vs. Kramer (1979)
- 地獄の黙示録 Apocalypse Now (1979)
- 天国の門 Heaven's Gate (1980)
- 殺しのドレス Dressed to Kill (1980)
- スカーフェイス Scarface (1983)
- ボディ・ダブル Body Double (1984)
- 爆走戦士ストライカー Savage Dawn (1985)
- アンタッチャブル The Untouchables (1987)
- 告発の行方 The Accused (1988)
- ナショナル・ランプーン/クリスマス・バケーション National Lampoon's Christmas Vacation (1989)
- レナードの朝 Awakenings (1990)
- フォー・ザ・ボーイズ For the Boys (1991)
- 青春の輝き School Ties (1992)
- アメリカン・ヒストリーX American History X (1998)
- デュエット Duets (2000)
- 追撃者 Get Carter (2000)
- コール Trapped (2002)
- 女神が家にやってきた Bringing Down the House (2003)
- インヴィンシブル 栄光へのタッチダウン Invincible (2006)

## 受賞とノミネート
| 賞               | 年     | 部門   | 作品                       | 結果       |
| ---------------- | ------ | ------ | -------------------------- | ---------- |
| アカデミー賞     | 1971年 | 編集賞 | 『フレンチ・コネクション』 | 受賞       |
| アカデミー賞     | 1979年 | 編集賞 | 『地獄の黙示録』           | ノミネート |
| アカデミー賞     | 1979年 | 編集賞 | 『クレイマー、クレイマー』 | ノミネート |
| 英国アカデミー賞 | 1972年 | 編集賞 | 『フレンチ・コネクション』 | 受賞       |
| 英国アカデミー賞 | 1979年 | 編集賞 | 『地獄の黙示録』           | ノミネート |
| 英国アカデミー賞 | 1980年 | 編集賞 | 『クレイマー、クレイマー』 | ノミネート |